# Manli Valent
Manli Valent (en llatí Manlius Valens) va ser un militar romà del segle i. Formava part de la gens Mànlia una de les més antigues gens romanes, d'origen patrici.
Va ser llegat d'una de les legions a Britànnia durant el regnat de Claudi, aproximadameny l'any 50.
Després va ser llegat de la Legio Italica en les guerres civils de l'any dels quatre emperadors, el 69, i probablement és el mateix Gai Manli Valent que va ser cònsol amb Gai Antisti Vet al darrer any del regnat de Domicià, el 96. Va morir aquell mateix any quan tenia uns noranta anys.